# Achaearanea turquino
Achaearanea turquino är en spindelart som beskrevs av Claude Lévi 1959. Achaearanea turquino ingår i släktet Achaearanea och familjen klotspindlar.
Artens utbredningsområde är Kuba. Inga underarter finns listade i Catalogue of Life.